# 合数

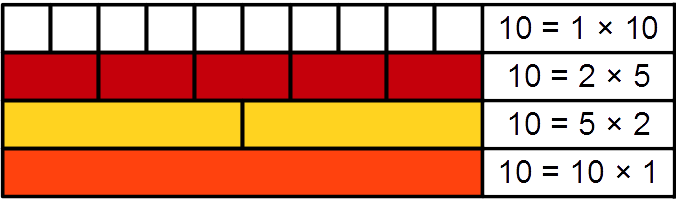
用古氏積木排列出合數10的因數

合數（右側紅色部份）可以用長寬都不是1的長方形來表示，但質數（左側藍色部份）只能用其中一邊長是1的長方形表示

在數論中，合數（也稱為合成數）是除了1和其本身外具有其他正因數的正整數。依照定義，每一個大於1的整數若不是質數，就會是合數。而1則被認為不是質數，也不是合數。
例如，整數14是一個合數，因為它可以被分解成{\displaystyle 2\times 7}。而整數2無法再找到本身和1以外的正因數，因此不是合數。
起初120个合数为：  4,  6,  8, 9, 10,  12,  14, 15, 16,  18,  20, 21, 22,  24, 25, 26, 27, 28,  30,  32, 33, 34, 35, 36,  38, 39, 40,  42,  44, 45, 46,  48, 49, 50, 51, 52,  54, 55, 56, 57, 58,  60,  62, 63, 64, 65, 66,  68, 69, 70,  72,  74, 75, 76, 77, 78,  80, 81, 82,  84, 85, 86, 87, 88,  90, 91, 92, 93, 94, 95, 96,  98, 99, 100,  102,  104, 105, 106,  108,  110, 111, 112,  114, 115, 116, 117, 118, 119, 120, 121, 122, 123, 124, 125, 126,  128, 129, 130,  132, 133, 134, 135, 136,  138,  140, 141, 142, 143, 144, 145, 146, 147, 148,  150,  152, 153, 154, 155, 156,  158, ...等等（OEIS數列A002808）。
每一個合數都可以寫成二個或多個質數（不一定是相異質數）的乘積。例如，合數299可以寫成13 × 23，合數360可以寫成23 × 32 × 5，而且若將質因數依大小排列後，此表示法是唯一的。這是算术基本定理。
有許多的素性测试可以在不進行因數分解的情形下，判斷一數字是質數還是合數。

## 性質
- 所有大於2的偶數都是合數，也就是在正整數中除了2以外，其餘數的個位數為0、2、4、6、8者均為合數。4為最小的合數。
- 每一合數都可以以唯一形式被寫成質數的乘積。（算術基本定理）
- 所有合數都有至少3個正因數，例如4有正因數1、2、4，6有正因數1、2、3、6。
- 對任一大於5的合數{\displaystyle n}，{\displaystyle (n-1)!\equiv 0{\pmod {n}}}。（威爾遜定理）
- 對於任意的正整數{\displaystyle n}，都可以找到一個正整數{\displaystyle x}，使得{\displaystyle x}、{\displaystyle x+1}、{\displaystyle x+2}、…、{\displaystyle x+n}都是合數。

## 合數的類型
分類合數的一種方法為計算其質因數的個數。一個可表示為兩個質數之乘積的合數稱為半質數，有三個質因數的合數則稱為楔形數。在一些的應用中，亦可以將合數分為有奇數的質因數的合數及有偶數的質因數的合數。對於後者，
{\displaystyle \mu (n)=(-1)^{2x}=1}
（其中μ為默比烏斯函數且{\displaystyle x}為質因數個數的一半），而前者則為
{\displaystyle \mu (n)=(-1)^{2x+1}=-1}
注意，對於質數，此函數會傳回-1，且{\displaystyle \mu (1)=1}。而對於有一個或多個重複質因數的數字{\displaystyle n}，{\displaystyle \mu (n)=0}。
另一種分類合數的方法為計算其正因數的個數。所有的合數都至少有三個正因數。一質數{\displaystyle p}的平方，其正因數有{\displaystyle \{1,p,p^{2}\}}。一數若有著比它小的整數都還多的正因數，則稱此數為高合成數。另外，完全平方數的正因數個數為奇數個，而其他的合數則皆為偶數個。
還有一種將合數分類的方式，是檢查其質因數是否都比特定數字大，或是比特定數字小。這些會稱為光滑數或粗糙數。

## 腳註
1. ↑  Pettofrezzo & Byrkit (1970，第23–24頁)
2. 1 2  Long (1972，第16頁)
3. ↑  Fraleigh (1976，第198,266頁)
4. ↑  Herstein (1964，第106頁)
5. ↑  Fraleigh (1976，第270頁)
6. ↑  Long (1972，第44頁)
7. ↑  McCoy (1968，第85頁)
8. ↑  Pettofrezzo & Byrkit (1970，第53頁)